# Афанасьев, Дмитрий Николаевич
Дмитрий Николаевич Афанасьев (20 января 1907, Симферополь, Российская империя — 22 августа 1991, Москва, СССР) — советский историк, москвовед и химик-минералог.

## Биография
Родился 20 января 1907 года в Симферополе в семье юриста, действительного статского советника. В связи с переводом отца в Харьков, был вынужден переехать туда вместе со своей семьёй. В 1919 году его отец был взят красными в заложники и казнён. В том же году вместе с семьёй переехал в Москву, где жили родственники и посвятил этому городу всю оставшуюся долгую плодотворную жизнь. Поселился в районе Арбат на Рещиковом переулке, где он прожил вплоть до 1958 года. В Москве он не смог получить гуманитарное образование из-за отказа принять его в институты в связи с тёмным прошлым его отца и стал самостоятельно обучаться химии и минералогии и в совершенстве освоил науку в качестве самоучки. До Великой Отечественной войны работал на строительстве Канала Москва-Волга, впоследствии вольнонаёмным на Колыме. Принимал активное участие в одной из первых памирских экспедиций академии наук. В начале Великой Отечественной войны был призван и направлен в Дальневосточной армию. После демобилизации создал минералогическую лабораторию аэрогеологической экспедиции № 11 и вскоре открыл её и проработал там вплоть до 1967 года. В 1967 году, после выхода на пенсию решил связать свою жизнь с москвоведением, став историком-москвоведом. Находясь в новой должности, активно создавал Красную книгу названий московских улиц, работал в различных комиссиях Всероссийского общества охраны памятников истории и культуры, Русского географического общества. Являлся также инициатором воссоздания комиссии Старая Москва. Активно изучал подробную историю Москвы его родного района — Арбата. Дмитрий Николаевич очень много сил отдал созданию генеалогических родословных. С 1983 по 1989 год работал в музее-панораме Бородинская битва и занимал должность начальника совета потомков участников Отечественной войны 1812 года. Ежемесячно встречался с жителями и читал лекции по истории семей, генеалогии и москвоведению.
Сын Михаил (род. 1947) — библиотековед.
Скончался 22 августа 1991 года в Москве. Похоронен на 17-м участке Востряковского кладбища.

## Научные работы
- "Ар" и "Бат"//Московский старожил, 1990. № 1.